# Selago polygala
Selago polygala är en flenörtsväxtart som beskrevs av Spencer Le Marchant Moore. Selago polygala ingår i släktet Selago och familjen flenörtsväxter. Inga underarter finns listade i Catalogue of Life.